# N,N-二甲基-1,2-苯二胺
N,N-二甲基-1,2-苯二胺是一种有机化合物，化学式为C8H12N2，它可由N,N-二甲基-2-硝基苯胺在钯催化下被氢气还原得到。它接触氧气会迅速变黑，可通过蒸馏提纯。
它和异硫氰酸烯丙酯反应，可以得到N-(2-二甲氨基苯基)-N'-烯丙基硫脲。